# Breviário de Decomposição
Breviário de Decomposição (Précis de Decomposition) é a primeira obra em francês do filósofo romeno Emil Cioran, publicada em 1949 pela Gallimard, depois de ter sido reescrito por quatro vezes, recebeu, em 1951, o Prêmio Rivarol.
Em 2011 foi publicada no Brasil uma tradução em português de José Thomaz Brum pela editora Rocco.

## Descrição
Primeiro livro escrito em francês pelo filósofo romeno, 'Breviário de decomposição' é uma introdução à obra do autor. O estilo do filósofo concentra poesia e prosa, precipício e altura, desesperança e lucidez, que atinge neste livro os limites de uma radicalidade existencial a um só tempo consciente e arrebatada. As ideias nascem puras, neutras. O homem lhes dá vida, força, vigor. E projeta suas faíscas, suas loucuras. É aí que se consuma a passagem da lógica à epilepsia. É assim que surgem as mitologias, as doutrinas, as farsas sangrentas; momentos de intolerância ou proselitismo que revelam as profundezas do entusiasmo.
O livro defende que toda ideia nasce neutra: o homem é que trata de inflamá-la. Para Cioran, o que é preciso destruir no homem é sua propensão à fé, ao apetite pelo poder e à faculdade monstruosa de ser obcecado por um deus.